# 6210 Хенсеоп
6210 Хенсеоп (6210 Hyunseop) — астероїд головного поясу, відкритий 14 січня 1991 року.
Тіссеранів параметр щодо Юпітера — 3,299.